# Nakalipithecus nakayamai
Nakalipithecus nakayamai är en numera utdöd art av människoapor som eventuellt varit gemensam förfader till släkten som schimpanser, gorillor och människor.
Namnet på släktet kommer av regionen Nakali där fossilet hittades och arten är uppkallad efter den japanska geologen Katsuhiro Nakayama som dog under arbetet med projektet. 
De upphittade fossilen som består av en delvis skadad underkäke och några tänder är cirka 9,9 miljoner år gamla och de upptäcktes i Kenya. Exemplaren av Nakalipithecus var ungefär lika stora som en gorillahona. På grund av kvarlevornas form antas att djuret levde på marken och att den främst åt fast föda. Ett liknande släkte är det något yngre Ouranopithecus som även är känt från södra Europa.

## Fotnoter
1. ↑  Daily Nation: "Major fossil discovery"[död länk]. Från den 14 november 2007. Hämtat den 15 november 2007
2. ↑  Jurmain et al. (2017). ”African Great Apes”. Introduction to Physical Anthropology. Cengage Learning. sid. 258. ISBN 9781337515917